# Cataratas las Tres Hermanas
La catarata las Tres Hermanas, con 914 m de caída, es el tercer mayor salto de agua del mundo y la primera catarata más alta del Perú. Se ubica en el Parque Nacional Otishi en la región Junín, en Perú. La catarata se conforma por tres grandes saltos escalonados, que bajan desde una meseta hasta el río Cutivireni desde el piso altitudinal yunga a 1840 m s. n. m. hasta la selva alta o rupa rupa a 946 m s. n. m. La última de las tres caídas se dirige al río Cutivireni pero no se une en este ya que se pierde en tragaderos profundos aún inexplorados que se unen probablemente al cauce de agua principal.

## Turismo
La catarata forma parte del Parque Nacional Otishi en el Distrito de Río Tambo, Provincia de Satipo, Departamento de Junín. El Parque Nacional Otishi se ubica a 1 hora y medio (25 km) del distrito de Satipo y solo se puede acceder mediante avioneta. Esta área se encuentra en un área natural protegida se encuentra, por lo que el acceso está parcialmente restringido y se requiere un permiso especial para sobrevolar la catarata. La entidad encargada de otorgar las concesiones es el Servicio Nacional de Áreas Naturales Protegidas (SERNANP) del Perú.
La catarata está conformado por tres saltos escalonados. Estos saltos de agua nunca han sido fotografiados desde tierra y se encuentran sobre la margen izquierda del río Cutivireni, precipitándose hacia un profundo cañón de sinuoso recorrido flanqueado por altos farallones de roca cubiertos de un bosque de gran diversidad biológica y excepcional belleza paisajística.

## Reserva Nacional
La cataratas las Tres Hermanas se encuentra dentro del Parque Nacional Otishi, reconocido con Decreto Supremo N°003-2003-AG Modificado por Decreto Supremo N°021-2003-AG que comprende una superficie de 305973.05 hectáreas y que se ubica entre los departamentos de Cuzco y Junín. El Parque Nacional Otishi se sitúa en la parte alta de la Cordillera de Vilcabamba, en los distritos de Río Tambo, provincia de Satipo (región Junín) y Echarate, provincia de La Convención (región Cusco). Su territorio es montañoso y está conformado por bosques vírgenes inexplorados de gran diversidad biológica. Su objetivo es proteger la Cordillera de Vilcabamba a fin de conservar la estabilidad e integridad de los suelos y el agua de las cuencas de los ríos Ene, Tambo y Urubamba, así como la excepcional belleza paisajística, las singulares formaciones geológicas y diversidad biológica, caracterizada por la presencia de especies de distribución restringida y endémicas de flora y fauna silvestre, entre las cuales constan especies amenazadas, categorizadas en peligro de extinción, situación rara y vulnerable Este Parque está rodeado por 35 comunidades nativas y un asentamiento colono, 20 en el flanco occidental correspondiente al distrito de Río Tambo, y 16 en el flanco oriental correspondiente al distrito de Echarate.
Entre las especies que protege figuran 450 especies de aves, 123 especies de murciélagos, anuros, reptiles y mamíferos diversos entre los que destacan:
- Mono maquisapa (Ateles paniscus) conocido por los asháninkas como "osheto"
- Mono lanudo (Alouatta senículus)
- Titi pigmeo (Cebuella pygmaea)
- Oso hormiguero gigante (Mymercophaga tridactyla)
- Oso de anteojos o "meni" (Tremarctos ornatus)
- Gallito de las rocas (Rupicula peruvianus)

Otras especies amenazadas presentes en el área son: 
- Águila arpía (Harpia harpyja)
- Ocelote (Leopardus pardalis)
- Margay (Leopardus wiedii)